# Emilio Lari
Emilio Lari (* 1939 in Rom) ist ein italienischer Filmset-Fotograf.

## Karriere
In den 1950er Jahren startete er zunächst eine Karriere als Rugbyspieler und spielte in der italienischen Nationalmannschaft. Fotografie praktizierte er bereits seit seiner frühen Jugend als Hobby.
1958 bewarb er sich bei dem Set-Fotografen Pierluigi Praturlon, wurde sein Assistent und arbeitete u. a. am Set von Gestern, heute und morgen von Vittorio De Sica. 1962 zog er nach London in die englische Zentrale der Agentur und blieb dort für zweieinhalb Jahre.
Dort begann seine Karriere 1964 mit einem Bluff am Set von Richard Lesters A Hard Day’s Night am Bahnhof Marylebone in London. Am Set warteten Crew und Schauspieler auf einen Fotografen der Zeitschrift The European, hielten Lari für den Fotografen, der den Irrtum nicht korrigierte, sondern dessen Rolle spielte. Die Täuschung flog zwar auf, als der offizielle Fotograf kam, führte aber in der Folge zu einer Einladung zu den Dreharbeiten von Help! und zu einer über 40 Jahre dauernden Tätigkeit im Filmgeschäft.
Er war an 140 europäischen und Hollywood-Filmen als Fotograf beteiligt, vom Kulthit Barbarella und Franco Zeffirellis Klassiker Romeo und Julia über Francis Ford Coppolas Paten-Trilogie bis hin zu Martin Scorseses Wie ein wilder Stier.
Als offizieller Filmset-Fotograf großer Stars der Kino-Leinwand sind Laris Schnappschüsse mit einem Gefühl der Leichtigkeit entstanden, die aus seinen freundschaftlichen  Beziehungen zu den Schauspielern und Regisseuren stammt, mit denen er zusammenarbeitete. Sein Portfolio umfasst Aufnahmen von ikonischen Figuren in ungestellten Situationen, wie beispielsweise John Lennon, der in einer langen dunklen Perücke herumkaspert, oder Jane Fonda, die sich den Regiestühl nimmt, um ihre Füße in den Pausen zwischen den Aufnahmen hochzulegen. Auf die Rückseite des Stuhls steht der Name von Roger Vadim. Emilio Lari hat einige der bekanntesten Off-Screen-Momente von Marlon Brando, Brigitte Bardot, Robert De Niro und Marlene Dietrich aufgenommen.
In den 80er Jahren setzte er seine Karriere in Amerika fort. In den 90er Jahren wurde er zum Vertrauensfotograf für die Vanzinas, für die er mehrere Poster schuf.
Zusammen mit dem Kameramann und Regisseur Giovanni Galasso wirkte Emilio Lari an einem autobiographischen Dokumentarfilm mit, der 2017 unter dem Titel Uno spietato professionista - L’incredibile vita di Emilio Lari (Ein rücksichtsloser Profi - Das unglaubliche Leben von Emilio Lari) veröffentlicht wurde.
Im September 1973 heiratete er Sydne Rome. Diese Ehe scheiterte. Er ist in zweiter Ehe verheiratet und lebt mit seiner Frau in Rom.

## Filme
- 1965: Hi-Hi-Hilfe! (Help!), Regie: Richard Lester
- 1967: Candy, Regie: Christian Marquand
- 1969: Heißkaltes Blut (The Beloved), Regie: George Pan Cosmatos
- 1968:Barbarella, Regie: Roger Vadim
- 1968: Romeo und Julia, Regie: Franco Zeffirelli
- 1969: Stoßtrupp Gold (Kelly’s Heroes), Regie: Brian G. Hutton
- 1972: Der Pate (The Godfather), Regie: Francis Ford Coppola
- 1974: Der Pate – Teil II (The Godfather II), Regie: Francis Ford Coppola
- 1977: Just a Gigolo, Regie: David Hemmings
- 1979: Wie ein wilder Stier (Raging Bull), Regie: Martin Scorsese
- 1984: Es war einmal in Amerika (Once Upon A Time in America), Regie: Sergio Leone
- 1988: Der Tag des Falken (Ladyhawke), Regie: Richard Donner
- 1988: Der Pate III (The Godfather Part III), Regie: Francis Ford Coppola

## Bücher
- R. Guidobono (Herausgeber), Emilio Lari (Autor): Back to help!, Verlag Lampi Di Stampa, 2006 (Italienisch)  Eine Sammlung Schwarzweiß-Porträts der jungen und noch wenig bekannten Beatles. Die Bilder entstanden nach den Dreharbeiten von Help!. Emilio Lari legte sie beiseite, so ruhten sie 40 Jahre lang in seinem Archiv, bevor sie 2006 erstmals in Mailand ausgestellt wurden[3].
- Emilio Lari, Alastair Gordon, Richard Lester (Einleitung): The Beatles: Photographs from the Set of Help!. New York, Mailand: Rizzoli 2015.
- Tonino Pinto und Roberto Mannoni (Herausgeber), Emilio Lari (Fotograf): Intervista di Federico Fellini. 2002. (Italienisch und Englisch)
- Federico Fellini (Autor), Emilio Lari (Fotograf): Block-notes di un regista. La gaja scienza, nr 218, 1988.